# Campbell (Ohio)
Campbell es una ciudad ubicada en el condado de Mahoning, en el estado estadounidense de Ohio. En el Censo de 2010 tenía una población de 8235 habitantes y una densidad de 849,24 personas por km².

## Geografía
Campbell se encuentra ubicada en las coordenadas 41°4′41″N 80°35′24″O / 41.07806, -80.59000. Según la Oficina del Censo de los Estados Unidos, Campbell tiene una superficie total de 9.7 km², de la cual 9.61 km² corresponden a tierra firme y (0.85%) 0.09 km² es agua.

## Demografía
Según el censo de 2010, había 8235 personas residiendo en Campbell. La densidad de población era de 849,24 hab./km². De los 8235 habitantes, Campbell estaba compuesto por el 69.07% blancos, el 21.23% eran afroamericanos, el 0.28% eran amerindios, el 0.41% eran asiáticos, el 0.02% eran isleños del Pacífico, el 5.23% eran de otras razas y el 3.75% pertenecían a dos o más razas. Del total de la población el 15.81% eran hispanos o latinos de cualquier raza.